# Haapavesi (sjö i Södra Savolax)
Haapavesi är en sjö i Finland.   Den ligger i landskapet Södra Savolax, i den sydöstra delen av landet, 270 km nordost om huvudstaden Helsingfors. Haapavesi ligger 62 meter över havet.